# Novoselivka, Domanivka
Novoselivka (în ucraineană Новоселівка) este un sat în comuna Volodîmîrivka din raionul Domanivka, regiunea Mîkolaiiv, Ucraina.

## Demografie
Componența lingvistică a localității Novoselivka
     Ucraineană (95,74%)
     Română (4,26%)
Conform recensământului din 2001, majoritatea populației localității Novoselivka era vorbitoare de ucraineană (95,74%), existând în minoritate și vorbitori de română (4,26%).